# Mélanie Sandoz
Mélanie Sandoz (* 6. února 1987 Vesoul) je francouzská reprezentantka ve sportovním lezení, mistryně světa a mistryně Francie v boulderingu. Na mistrovství Evropy získala bronz.

## Výkony a ocenění

### Závodní výsledky
| Mistrovství světa | Mistrovství světa |
| Rok               | 2012              |
| ----------------- | ----------------- |
| Bouldering        | 1                 |

| Mistrovství Evropy | Mistrovství Evropy |
| Rok                | 2013               |
| ------------------ | ------------------ |
| Bouldering         | 3                  |

| Mistrovství Francie | Mistrovství Francie | Mistrovství Francie | Mistrovství Francie |
| Rok                 | 2010                | 2011                | 2012                |
| ------------------- | ------------------- | ------------------- | ------------------- |
| Bouldering          | 2                   | 2                   | 1                   |